# Citopatologia
La citopatologia (del grec κύτος, kytos, "contenidor, cavitat"; πάθος, patos, "destí, dany", i -λογία, -logos, "coneixement") és una branca de la patologia i de l'anatomia patològica en particular, que estudia i diagnostica malalties a nivell cel·lular emprant tècniques específiques.
El primer en veure les aplicacions clíniques de la citologia fou el fisiòleg i anatomista Johannes Peter Müller, qui l'any 1838 descrigué cèl·lules canceroses exfoliades a la seva obra Über den feinern Bau und die Formen der krankhaften Geschwülste. El metge irlandès Walter Hayle Walshe (1812–1892) identificà morfològicament cèl·lules de càncer de pulmó en frotis d'esput el 1846. La disciplina va ser perfeccionada per Rudolf Virchow i Joseph von Gerlach (1820–1896) a finals de la dècada de 1850, amb l'ús de tincions millorades per l'estudi de les extensions citològiques.
El 1996, després de realitzar diversos assaigs amb resultats satisfactoris, la FDA aprovà la comercialització del primer aparell d'anàlisi citopatològic automatitzat.
Avui dia la seva ensenyança, fonamentada en les tradicionals preparacions microscòpiques, es combina amb tècniques de microscòpia virtual. El perfeccionament dels sistemes de telepatologia permet la pràctica d'avaluacions presumptives a distància. Aquesta tecnologia té les seves limitacions. No sempre és possible aplicar tècniques d'anàlisi d'imatge que reprodueixin acuradament el contingut de les preparacions citològiques i el processament digital del material in toto en tres dimensions origina artefactes i cúmuls cel·lulars que limiten la interpretació diagnòstica emprant alguns d'aquests sistemes. Els nous mètodes de visualització histològica virtual de les mostres citopatològiques fan recomanables alguns canvis en el seu processament i muntatge, així com un escaneig multiaxial d'aquestes, per tal de mantenir una bona qualitat diagnòstica.
Les mostres citològiques, en comparació a les tissulars utilitzades en histopatologia, poden obtenir-se de manera segura i poc invasiva amb més rapidesa i menys cost.
Les mostres poden ser de:
- Citologia exfoliativa: la més comuna és la prova de Papanicolau (PAP),[12] utilitzada com una eina de cribratge, per detectar lesions precanceroses cervicals i prevenir el càncer cervical uterí.[13] S'han desenvolupat sistemes automatitzats per aconseguir la interpretació ràpida de dita prova amb un cost baix reduint alhora l'índex de falsos negatius.[14] Però també n'hi ha d'altres: d'orina (principalment emprada en la diagnosi de neoplàsies vesicals, sovint amb el suport de mètodes citoquímics especials),[15] de cèl·lules de la cavitat bucal,[16] de líquid pleural, ascític o pericardíac, etc. Cal destacar la citologia de mostres del tracte respiratori provinents d'esputs[17] i de rentats o raspallats broncoalveolars, un dels primers procediments emprats en Medicina per diagnosticar microscòpicament infeccions o tumoracions pulmonars.[18] Una alternativa a la PAP, més simple i econòmica i d'especial interès en mostres exfoliatives orals, és la tinció combinada de Leishman-Giemsa.[19] La citopatologia espectral és un mètode basat en els darrers avenços en micro-espectroscòpia infraroja que avalua ràpidament els canvis bioquímics i analitza les variacions anòmales en grans quantitats de cèl·lules exfoliades provinents de diversos teixits, com ara la mucosa oral, del tracte respiratori o del digestiu.[20][21]
- Aspiració amb agulla fina (PAAF) o biòpsia-aspiració (agulla gruixuda). Les mostres obtingudes per biòpsia-aspiració són més grans que les de la PAAF i poden ser extretes de zones a las que no pot arribar-se amb altres procediments.[22] En termes de dolor, tolerabilitat i complicacions, les dues tècniques són semblants; encara que presenten pros i contres diferents si s'avaluen altres paràmetres. Els seus criteris d'ús s'estableixen en funció de les dades clínico-radiològiques, de l'òrgan i de la localització i característiques del tipus de lesió a diagnosticar.[23][24]
- Sediments: la centrifugació de cèl·lules provinents del sediment de mostres líquides i semilíquides, de biòpsies en fresc rentades amb sèrum fisiològic estèril o fixades amb formol o de residus de material obtingut en autòpsies, permet fer extensions o blocs cel·lulars que poden donar orientacions diagnòstiques de forma ràpida i simple.[25][26] És un tipus d'anàlisi que també es fa servir en investigacions de balística forense.[27] En el decurs dels darrers anys s'han desenvolupat diferents protocols que milloren la qualitat dels blocs cel·lulars,[28][29] aconseguint augmentar en ells la concentració de cèl·lules i disminuir les impureses estromals. Això fa possible utilitzar els blocs per fer proves immunohistoquímiques i biomoleculars amb resultats molt més fiables.[30]
- Empremtes: s'avalua microscòpicament el material present al portaobjectes, obtingut del teixit a estudiar -en viu o postmortem- per contacte o raspat, tenyint-lo abans d'una forma senzilla (amb blau de metilé, per exemple). És un mètode utilitzat sovint, a més de la biòpsia per congelació, per diagnosticar la naturalesa d'un tumor durant l'acte operatori.[31] No permet, però, determinar la profunditat de la infiltració tumoral ni observar adequadament neoplàsies amb un dens estroma fibrós.[32] També és una eina ràpida, simple i econòmica per identificar la infecció per Helicobacter pylori a llocs amb pocs recursos.[33]

A banda de les tincions convencionals es poden emprar en el material citopatològic tècniques d'immunohistoquímica. També, en tots els tipus de preparacions, incloent les convencionals o les líquides i les tenyides amb Papanicolau, Giemsa o marcadors immunocitoquímics (en aquest cas cal prèviament utilitzar 3-amino-9-etilcarbazole com a cromògen, ja que la diaminobencidina provoca autofluorescència nuclear que distorsiona els resultats), és possible aplicar procediments d'hibridació in situ per fluorescència. La tinció de Feulgen és l'estàndard d'or en la citometria monocel·lular quantitativa d'ADN.
La citologia en base líquida o monocapa és un mètode que permet augmentar la productivitat dels laboratoris encarregats d'efectuar grans projectes de cribratge citopatològic. Té un cost, però, superior al PAP i la interpretació de resultats requereix un entrenament especial per tal d'evitar diagnòstics erronis. Per una altra banda, comparada amb la citologia convencional, té una major resolució a l'hora d'avaluar mostres orals i identificar Aspergillus en esputs o raspallats bronquials.
Una de les fites de la citopatologia d'avui dia és crear protocols unificats a l'hora de seleccionar els tipus de mostres i la forma de fixació més adequada. Així mateix, determinar el nombre de cèl·lules necessari o ajustar específicament el processament preanalític d'aquestes per una aplicació correcte de les tecnologies de seqüenciació d'ADN de darrera generació, són objectius prioritaris.